# Tulimán
Tulimán är en ort i Mexiko.   Den ligger i kommunen Zacatlán och delstaten Puebla, i den sydöstra delen av landet, 130 km öster om huvudstaden Mexico City. Tulimán ligger 2 171 meter över havet och antalet invånare är 151.
Terrängen runt Tulimán är huvudsakligen kuperad, men åt sydväst är den platt. Runt Tulimán är det ganska tätbefolkat, med 54 invånare per kvadratkilometer. Närmaste större samhälle är Zacatlán, 9,1 km norr om Tulimán. Omgivningarna runt Tulimán är en mosaik av jordbruksmark och naturlig växtlighet.